# 솔저 발터
《솔저 발터》(독일어: Der Überläufer)는 2020년에 개봉한 독일의 영화이다. 대한민국에는 2021년 6월 3일에 개봉하였다. 지그프리드 렌츠의 소설 Der Überläufer을 영화화하였다.

## 캐스팅

### 주연
- 야니스 니에브웨너 : 발터 역

### 조연
- 말고르자타 미콜라즈작 : 반다 역
- 세바스찬 우르젠도우스키 : 볼프강 쿠르슈네르 역
- 라이너 복 : 윌리엄 스테하 중령 역
- 비아르네 메델 : 페드리난트 바피 엘러브로크 역
- 카트리나 쉬틀러 : 마리아 로갈스키 역
- 레오니 베네스치 : 힐데가드 로스 역
- 셰니아 라허 : 커트 로갈스키 역
- 플로리안 루카스 : 폴 자카리아스 역
- 마티아스 헤르만 : 헬무트 포펙 역
- 알렉산더 보이어 : 마틴 쿤켈 역
- 울리히 터커 : 어니스트 멘젤 역
- 요헨 니켈 : 바우어 역
- 홀거 헨드케 : 군인 역
- 카트린 뢰버
- 일리아 즈미에예브
- 다니엘 드레베스 : 관리자 역